# لويس فرناندو غارسيا
لويس فرناندو غارسيا (بالإسبانية: Luis Fernando García) هو منافس ألعاب قوى غواتيمالي، ولد في 13 سبتمبر 1974 في Amatitlán ‏ في غواتيمالا.

## وصلات خارجية
- لويس فرناندو غارسيا على موقع الاتحاد الدولي لألعاب القوى (الإنجليزية)
- لويس فرناندو غارسيا على موقع أوليمبيديا (الإنجليزية)